# فرهنگ واژه‌های پرندگان

کالبدشناسی بیرونی (پیکرنگاری) یک پرنده معمولی: ۱ نوک، ۲ سر ۳ عنبیه ۴ مردمک، ۵ جبّه ۶ پوشپرهای کوچک، ۷ پرهای شانه‌ای، ۸ پوشپرها، ۹ شاهپرسومی‌ها ۱۰ دمگاه، ۱۱ شاهپراولی‌ها، ۱۲ زیردم، ۱۳ ران ۱۴ مفصل ساق، ۱۵ قلم پا، ۱۶ پنجه، ۱۷ ساق، ۱۸ شکم ۱۹ پهلو، ۲۰ سینه ۲۱ گلو، ۲۲ چانه، ۲۳ نوارچشمی

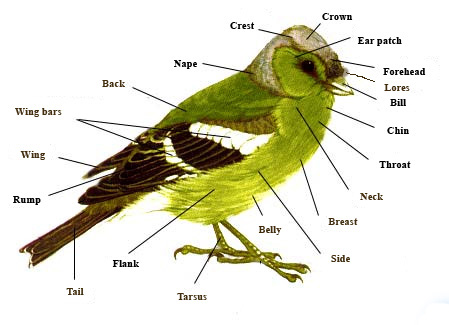
پیکرنگاری یک گنجشک‌سان معمولی

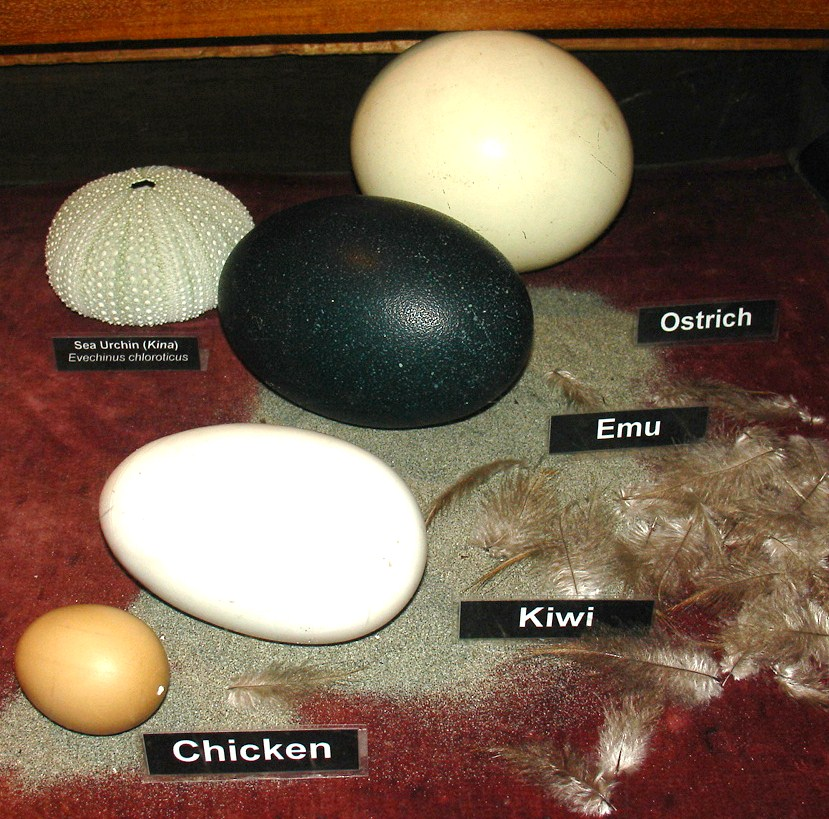
تخم‌های شترمرغ، بوقلمون، کیوی و مرغ

در این صفحه واژه‌نامه‌ای از اصطلاحات رایج زبان انگلیسی است که در توصیف پرندگان- مهره‌داران خونگرم از ردهٔ Aves و تنها دایناسورهای زنده به کار می‌رود که با پرها، توانایی پرواز در همه به جز حدود ۶۰ گونه از پرندگان بی‌پرواز موجود آشکار می‌شود. پرندگان دارای فک‌های بدون دندان، نوک‌دار، تخم‌گذاری با پوسته سخت، سرعت متابولیسم بالا، قلب چهارحفره‌ای و اسکلت قوی و در عین حال سبک هستند.

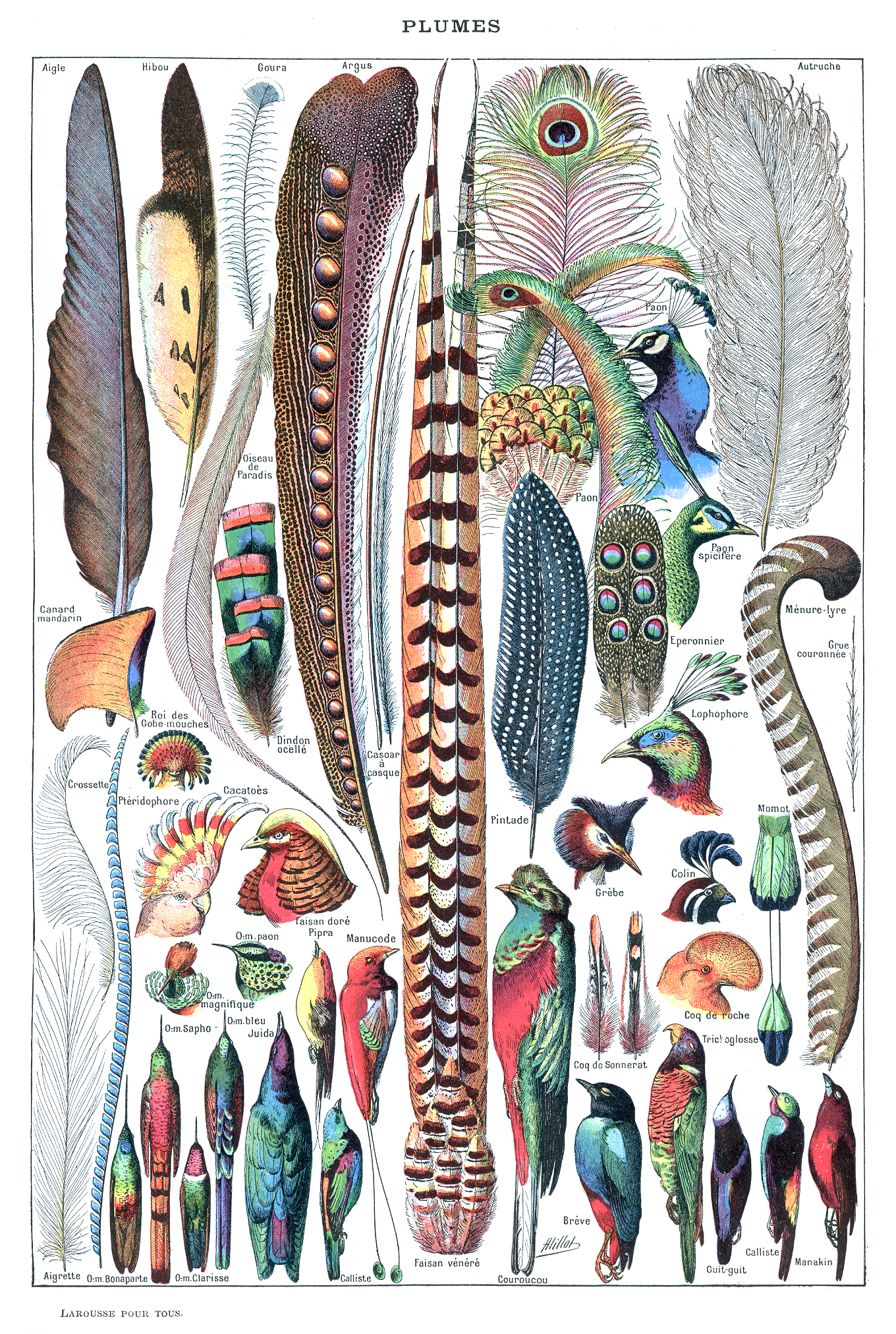
گوناگونی پرها

در میان جزئیات دیگر مانند اندازه، تناسب و شکل، اصطلاحاتی که ویژگی‌های پرنده را تعریف می‌کنند، ایجاد شده و برای توصیف ویژگی‌های منحصر به فرد در این رده استفاده می‌شوند - به‌ویژه سازگاری‌های تکاملی که برای کمک به پرواز ایجاد شده‌اند. برای مثال، چندین اصطلاح وجود دارند که ترکیب ساختاری پیچیده پرها را توصیف می‌کند (به عنوان مثال، barbules , rachides و vanes). انواع پرها (به عنوان مثال، filoplume، پرهای pennaceous و plumulaceous) و رشد و از بین رفتن آنها (به عنوان مثال، colour morph , nuptial plumage و pterylosis).
هزاران اصطلاح منحصر به فرد برای مطالعه پرندگان وجود دارد. این واژه‌نامه هیچ تلاشی برای پوشش همه آنها نمی‌کند، و بر عبارت‌هایی تمرکز می‌کند که ممکن است در توصیف چندین گونه پرنده توسط علاقه‌مندان به پرندگان و پرنده‌شناسان یافت شود. اگرچه کلماتی که منحصر به پرندگان نیستند نیز پوشش داده می‌شوند، مانند پشت یا شکم، اما آنها در رابطه با دیگر ویژگی‌های منحصر به فرد کالبدشناسی بیرونی پرنده، که گاهی پیکرنگاری نامیده می‌شود، تعریف می‌شوند. به عنوان یک قاعده، این واژه‌نامه شامل مدخل‌های جداگانه در هیچ‌یک از تقریباً ۱۱۰۰۰ گونه پرنده منفرد شناخته‌شده در جهان نیست. 

## واژه‌ها
- شکم Abdomen
- ناهنجاری پوشش رنگی Aberration of plumage colouration
- ناهنجاری Abnormality
- فراوان Abundant
- آشیانه پویا (فعال)Active nest
- بالغ Adult
- بالغان، بالغ هاAdults
- سال (سن) Age
- کیسه هوایی Air sac
- زالی Albinism {کل بدن سفید با چشم‌های سرخ}
- گونه بیگانه Alien species
- مهاجر (کوچنده) ارتفاعی Altitudinal migrant
- جوجه دیررس Altricial nestling
- بالچه (شست بال) Alula
- مچ پا Ankle
- مورچه‌گیری Anting
- پوست پرنازا (بدون رویش پر) Apteria
- بازو Arm
- زیربغل Armpit
- از راه رسیدن Arrival
- لکه گوشگاه Auricular patch
- گوشگاه Auricular
- پرهای زیربغلAxillaries
- پشت (و کمر) Back
- نوار (نوار عرضی) Band
- نواربندی (الگوی نواردار) Banding
- نوارگذاری (حلقه‌گذاری) Banding
- ریشه پر Barb
- ریشک پر Barbule
- نواری Barred
- چینش نوارهای عرضی Barring
- نیمه پسین (نیمه عقبی) Basal half
- پایه {برای نوک و پرها} Base
- پوشش پایه‌ای Basic plumage
- هرزبال، شست بال (بالچه) Bastard wing
- نوک (منقار) Beak
- ریش Beard
- شکم Belly
- کج Bent
- پیش‌بند {در گنجشک} Bib
- نوک (منقار) Bill
- ناخنِ نوک {در غاز و اردک} Bill nail (in geese)
- تُکِ منقار (سَرِ نوک)Bill tip
- نوک‌بازی Billing (nebbing)
- دونامی Binomial
- سایه پرندگان Bird shadow
- پرنده‌باز(ان) Birder(s)
- پرنده‌نگرها (پرنده نگران) Birdwatcher(s)
- پرنده‌نگری (تماشای پرندگان) Birdwatching
- بیرون‌زدگی استخوانی بالای چشم (ستیغ ابرویی) Bony projection over the eyes
- بند شانه‌ای Brace {در پرندگان کنارآبزی و مرغِ حق‌ها} (in waders and scops owls)
- شاخه‌رَوی Branching
- سینه Breast
- زادآور (جوجه‌آور) Breeder
- پهنه جوجه‌آوری Breeding arena
- دوره جوجه‌آوری Breeding period
- پوشش (پروبال) جوجه آوری Breeding plumage
- موسم جوجه‌آوری Breeding season
- موفقیت (پیروزی) جوجه‌آوری Breeding success
- پل پیشانی {از نوار ابرویی} Bridge forehead (from supercilium)
- لکه کُرچی (لکه جوجه‌آوری) Brood patch
- روشن (در رنگ‌ها) Bright
- آبسه پا Bumblefoot
- ندا (صدا) Call
- کُلاه (بالای سر) Cap
- نوار مچی {در کاکایی} Carpal bar
- مفصل (بندگاه) مچی Carpal joint
- لکه مچی {در پرندگان شکاری} Carpal patch
- چرخش پنجه‌ای Cart-wheeling
- روده کور (کورروده) Cecum (plural Ceca)
- نرمه بینی {در پرندگان شکاری} Cere
- گونه‌ها Cheeks
- سینه Chest
- جوجه Chick
- چانه Chin
- اسکنه‌مانند (نوک) Chisel-like
- رده Class
- استخوان‌های ترقوه (چنبری) Clavicles
- پنجه (چنگال) Claw
- تمیزکردن Cleaning
- بالا رفتن Climbing
- پارگین (مَخرَج) Cloaca
- بوسه پارگین (بوسه مَخرَجی) Cloacal kiss
- دسته تخم Clutch
- طوق (یقه) Collar
- ریخت (گرایش) رنگی Colour morph
- فاز رنگی {در پرندگانی مانند اگرت ساحلی} Colour phase
- تاج {در ماکیان} Comb
- معمول Common
- مخروطی Cone-shaped
- پرهای پوششی (ریشه‌ای، اصلی) Contour feather
- جفت‌گیری کردن Copulate
- جفت‌گیری Copulation
- نمایش جفت‌خواهی (نمایش خواستگاری) Courtship display
- پوشپرها Coverts
- کاکل Crest
- پوشپرهای تهیگاهی Crisum
- چینه‌دان Crop
- نوک‌قیچی Crossbill
- تارَک، تاج Crown
- ستیغِ نوک {خط برآمدگی میانی در فرونوک} Culmen (upper ridge)
- خنجرمانند Dagger-like
- تیره Dark
- پُررنگ Dark
- خمیده به پایین Decurved
- پوشش شناخته‌شده Definitive plumage
- رهسپارشدن Departure
- پخشیده {در رنگ} Diffused {in colour}
- کم‌رنگ (رقیق) Diluted
- دوریختی (جنسی) Dimorphism (Sexual)
- شیرجه رفتن Dive
- اهلی، دامی (رام) Domestic
- گونه چیره (غالب) Dominant species
- پشتی Dorsal
- کُرک پر Down
- مات Dull
- خاک‌مالی (حمام خاک) Dust bathing
- گوشپر، پوشپرهای گوش Ear coverts
- خال گوش Ear spot
- دسته‌پر گوش Ear tuft
- گوش‌آویزه Earlobe
- تولک موسمی (بین فصلی) {در مرغابی‌ها و شهدخوارها} Eclipse
- لبه پرها (در شاهپراولی‌ها، شاهپردومی‌ها و شاهپرسومی‌ها
- Edge of feathers (primaries, secondaries, tertials)
- شکل تخم Egg shape
- دندان نوک Egg tooth
- خم بیرونی (در لبه شاهپرها) Emargination
- برون‌کوچی Emigration
- بوم‌زاد Endemic
- سرخ‌گرایی Erythrism
- خطِ چشمی Eye line
- حلقه چشمی، پوست حلقه چشمی Eye ring
- نوارِ چشمی Eye stripe
- نقابِ چشمی (مانند کورکورها) Eye-mask (in kites)
- ابرو Eyebrow
- چشم‌ها Eyes
- آشیانه عقاب Eyrie
- رُخ، صورت Face
- صفحهٔ صورت{در جغدها} Facial disc (in owls)
- نقابِ چهره Facial mask
- پوستِ صورت {در قرقاول} Facial skin
- رنگ‌پریده (رنگ‌ورورفته) Faded
- فضله‌ای Faecal
- کیسه فضله Faecal sac
- فضله Faeces
- رنگ‌رَفته (ناپیدا) Faint
- به نسبت معمول Fairly common
- چشمانِ دروغین False-eyes
- چهره دروغین False-face
- خانواده (تیره) Family
- پاک‌سازی نوک Feaking
- پرها Feathers
- پرهای شانه‌مانند (در جغدها) Feather comb
- مسیرِ رویش پر Feather tract
- دان‌خوری Feeder
- انگشتانِ پا Feet
- بیرون‌زدگی پا از دُم Feet projection
- ران Femur
- هلال نوک Festoon
- (در نیم‌نوک بالا در پرندگان شکاری)
- رشته‌پر Filoplume
- انگشت پر {در پرندگان شکاری} Finger
- پهلوها Flanks
- بال زدن Flapping
- دوره جوجه پروازی Fledging period
- مرحله (گامه) جوجه پروازی Fledging stage
- جوجه پروازی Fledgling
- پرندگان بی‌پرواز Flightless
- گَله Flock
- پفی، پُف کرده Fluffy
- جهیدن Flush
- دایره ترس Flush distance
- بال‌بال‌زنی Fluttering
- گذرگاه پروازی Flyway
- پیش‌بازو Forearm
- لکه پیش‌بازو Forearm patch
- پیشانی Forehead
- پیش‌گردن Foreneck
- دُم دوشاخه Forked tail
- پوشش شکل‌دهنده Formative plumage
- تازه Fresh
- لبه Fringe
- نوار پیشانی Frontal bar
- سپرِ پیشانی Frontal shield
- استخوان آرزو Furcula (Wishbone)
- چاک دهان Gape
- چاک دهان (در جوجه) Gape flange
- لکه چاک دهان Gape-patch {درکشیم کوچک} [in Little Grebe]
- گل چاک دهان Gape Rosette
- گونه Gena
- سرده Genus
- سنگدان Gizzard
- بال‌بازرَوی Glide, Gliding
- درخشان (براق) Glossy
- برجستگی فرونوک (در کاکایی) Gonys
- خال برجستگی فرونوک (در کاکایی) Gonys spot
- زاویه برجستگی فرونوک Gonydeal angle
- گلوپوش (گلوبند) Gorget
- پوشپرهای بزرگ (روی بال) Greater coverts
- گروه Group
- نوار گلویی {در بازها} Gular stripe
- خو، خوی (عادت) Habit
- خوگیری، خوگرفتن (عادت کردن) Habituation
- پرهای یال (پرهای افراشته پسِ سر) Hackles
- انگشت پشتی پا Hallux
- دستپر (پرهای انگشتان دست) Hand
- تخم جوجه‌شده (تفریخ‌شده) Hatched egg
- ازتخم درآمدن Hatching
- جوجه نوپا (جوجه ازتخم درآمده) Hatchling
- شکار غافلگیرانه Hawking
- دل (قلب) Heart
- پینه پاشنه Heel-pad
- انگشت پشتی پا Hind toe
- پشتِ گردن Hindneck
- تَه‌مایه (ته‌رنگ) Hint
- محور توخالی Hollow shaft
- کلاه‌دار Hooded
- قلاب‌دار Hooked
- قلابک Hooklet
- جستن، جهیدن Hopping
- درجا بال‌زنی Hovering
- بازویی Humeral
- بازو Humerus
- دورگه Hybrid
- پهنه (زون) دورگه‌زایی Hybrid zone
- دورگه‌زایی Hybridization
- شناسایی Identification
- روشنایی Illumination
- انگارش (تصور، تجسم) Imagination
- نابالغ Immature
- درون‌کوچی Immigration
- بخش درونی شاهپراولی‌ها Inner primaries
- انگشت درونی پا Inner toe
- بخش درونی پر Inner web
- بخش درونی بال (از پهلوها تا خم بال) Inner wing
- رنگین‌کمانی Iridescence
- عنبیه Iris
- فوران Irruption
- گمانه Jizz (or giss) (یک گمانه یا انگارش (تصور) سریع از یک پرنده بر پایه ویژگی‌های بیرونی مانند اندازه و رنگ، همراه با رفتار، جابجایی، پرواز و آوای یک پرنده ویژه و با توجه به شناخت پیشین از یک گونه)
- پایین گلو Jugulum
- جوان، نوجوان Juvenile
- جناغ سینه Keel
- زانو Knee
- برآمدگی پیشانی (در مرغابی‌سانان) Knob
- فرود آمدن Landing
- بال پوستی Lappet
- انباشتگاهِ غذا Larder
- کناری Lateral
- نوار کناری تارک Lateral crown stripe
- نوار کنار گلو Lateral throat stripe
- لبه پیشین بال Leading edge of wing
- پاها Legs
- رسیدن پا به دُم Legs exceeding tail {در زمان پرواز} (when stretched in flight)
- پرهای پا Leg feathers
- آوردگاه Lek
- پهنه نبرد Lek arena
- دسته {نرهای} هماوردان Lek size
- قلمرو نبرد Lek territory
- نبرد (نمایش) جفت‌یابی Lekking (=Lek mating)
- گونه نبرد جفت‌یابی Lekking species
- پوشپرهای کوچک (روی بال) Lesser coverts
- سفیدگرایی Leucism: (در دو شکل: بخشی از بدن سفید (بخشی) یا همه بخش‌های بدن سفید (سراسری)) {در هر دو شکل، رنگ چشم طبیعی است.}
- (in two forms: Partial leucistic or fully leucistic)
- فهرست گونه‌های زندگی (برای پرنده‌نگر) Life list
- گونه‌افزای زندگی (برای پرنده‌نگر)Lifer: (گونه‌ای که نخستین‌بار توسط یک پرنده‌نگر دیده می‌شود)
- روشن (کم‌رنگ) Light
- انگشت پره‌دار Lobbed
- {پره پا متفاوت از پرده پا است. در انگشت پره‌دار، برگه پوستی در کنار هر انگشت پا مانند پای کشیم و چنگر}
- بال‌دراز (سیاه‌چشمان مانند شاهین) Longwings
- چشم تا نوک Lore
- خط چشم تا نوک Lore bar
- نوار چشم تا نوک Lore stripe
- نیم‌نوک پایین، فرونوک Lower mandible
- زردگرایی پرورشی (در پرورش پرندگان) Lutinos
- جُبِّه، قَبا Mantle
- پوش -mantled
- نوار کنار چانه Malar stripe
- آرواره Mandible
- نقاب {در کاکایی، سنگ چشم و برخی گونه‌ها} Mask
- جفت‌یابی، جفت‌گیری Mating
- پوشپرهای میانی (روی بال) Median coverts
- نوار میانی تارک Median crown stripe
- سیاه‌گرایی Melanism
- انگشت میانی پا Middle toe
- پنجره میانی بال Midwing panel
- مهاجر (کوچنده) Migrant
- مهاجرت (کوچ) Migration
- گذرگاه مهاجرت (کوچ) Migration flyway
- مهاجر (کوچگر) Migrator
- بی‌تابی پیش از کوچ (مهاجرت) Migratory restlessness
- تقلید Mimicry
- آینه‌های سر بال {در کاکایی} Mirror
- تور پرنده‌گیری Mist net
- آشوبگری Mobbing
- پرریزی Molt, molting
- گونه تک‌نماد Monotypic species
- ریخت Morph
- ریخت رنگی Morph
- ریخت‌شناسی Morphology
- مرمری Mottled
- نوار سبیل Moustachial stripe
- فوج Murmuration
- جهش Mutation
- ناخن Nail
- پسِ سر Nape
- لکه پسِ سر Nape patch
- سوراخ بینی Nares
- شیار بینی Nasal groove
- کرک‌پر نوزادی Natal down
- بومی Native
- سوزن‌مانند Needle-like
- جعبه آشیانه‌ای Nest box
- آشیانه‌سازی Nest building
- آشیانه‌سازی Nesting
- جوجه آشیانه‌ای Nestling
- دوره جوجه آشیانه‌ای Nestling period
- (جوجه بدون توان پرواز)
- گامه جوجه آشیانه‌ای Nestling stage
- بدون انگشت پشت پا No hind toe
- نام‌گذاری Nomenclature
- نازادآور Non-breeder
- سوراخ (شکاف) بینی Nostril
- تورفتگی درونی {در لبه شاهپرها} Notch
- پوشش جفت‌یابی (همسریابی) Nuptial plumage
- پرهای بلند پسِ سری {در زمان جوجه‌آوری حواصیل} Occipital plumes
- چشم دروغین Ocellus
- سفید چرکی Off-white
- زمان آغاز Onset (The onset)
- درپوش بینی Operculum
- حلقه چشمی Orbital ring
- پوست پیرامون چشم {در شاهین‌ها} Orbital skin
- راسته Order
- بخش بیرونی شاهپراولی‌ها Outer primaries
- انگشت بیرونی پا Outer toe
- بخش بیرونی پر Outer vane/web
- بخش بیرونی بال (از خم بال تا سرِ بال) Outer wing
- شاهپراولی شماره ۱، ۲، ۳، … P 1,2,3, …
- انجمن Parliament
- مهاجر (کوچنده) بخشی Partial migrant
- بخشی از پا پرده‌دار Partial webbing
- دسته Party
- مهاجر عبوری (کوچنده گذری) Passage migrant
- برآمدگی یا قله (در سر پرندگان) Peaked (in head)
- سازمان چیرگی نوک‌زنی Pecking order
- نوار سینه‌ای Pectoral band
- ریمه Pellet
- شاهپرPennaceous feather
- نشیمنگاه (یا نشستگاه) Perch
- نشستن پرندگان {در یک نقطه به مدت کوتاه یا بلند} Perching
- خانگی، دست‌آموز Pet
- ابلق (پیسه) Pied
- شیر کبوتر Pigeon milk
- یکدست (ساده) Plain
- پوشش (پروبال) Plumage
- پرشناسی Plumology
- شیرجه زدن Plunge
- گونه چندنماد (گونه دارای چند زیرگونه) Polytypic species
- کُرک‌پرِ پودری Powder down feather
- جوجه زودرس Precocial nestling
- پرآرایی Preening
- پیش‌شست Prehallux
- شاهپراولیها Primaries
- رسیدن شاهپراولیها به دُم {در زمان استراحت} Primaries exceeding tail (at rest)
- لکه پای شاهپراولیها Primary base patch
- پوشپرهای شاهپراولیها Primary coverts
- بیرون‌زدگی شاهپراولیها Primary projection
- {بیرون‌زدگی شاهپراولی‌ها از لبه شاهپردومی‌ها و شاهپرسومی‌ها در حالت نشسته}
- نوک شاهپراولی‌ها Primary tip
- پنجره شاهپراولی‌ها Primary window
- پوستِ پرزا Pteryla
- جوجه (جوجه‌ها) Pullus (pulli)
- مردمک Pupil
- قلم (خامه) پر Quill
- ساقه پر Rachis
- نایاب Rare
- پشتِ سر Rear
- بازشناسی (تمییز دادن) Recognition
- بهبود Recovery
- پخش صدا Recall
- ثبت کردن (فعل) Record (v.)
- ثبت (رکورد) (اسم) Record (n.)
- شاهپرهای دُم Rectrices
- خمیده به بالا Recurved
- برون افکندن (بالا آوردن) Regurgitate
- برون‌افکنی Regurgitation
- رهاسازی Release
- پرهای پروازی Remiges
- دربرگیرنده شاهپراولی‌ها، شاهپردومی‌ها و شاهپرسومی‌ها
- Including primaries, secondaries, tertials
- یادآور Reminiscent
- ماندگار (مقیم) Resident
- کنار دهان Rictal
- موپر کنار دهان Rictal bristle
- خال کنار دهان (در بوچانگاها) Rictal spot (in Drongos)
- دور، کناره Rim
- حلقه Ring
- حلقه‌گذاری Ringing
- بازیابی حلقه Ringing recovery
- آیین Ritual
- جایگاه استراحتگاه گروهی (جایگاه شبگذرانی و شب‌مانی) Roosting site
- پر افراشته (پر سیخ‌شده) Rouse
- یال Ruff
- دُمگاه Rump
- لکه دُمگاه Rump patch
- زنگاری Rusty
- شاهپردومی شماره ۱، ۲، ۳، … S1,2,3, …
- زینچه Saddle
- چینش پولک‌دار (در پوشپرها) Scaling
- پرندگان گریخته (فراری) از قفس Scaped birds
- کمان شانه‌ای Scapular crescent
- پرهای شانه‌ای {پرهای میان بال و بدن} Scapulars
- کمیاب Scarce
- لاشه‌خوار Scavenger
- به هم ریختگی رنگی Schizochroism
- شاهپردومی‌ها Secondaries
- پنجره شاهپردومی‌ها Secondary panel
- نیم‌پر Semiplume
- جداسازی (تفکیک) Separation
- جنس (نر، ماده و نابالغ) Sex
- تعیین جنس {نر، ماده و نابالغ} Sexing
- دوریختی جنسی Sexual dimorphism
- سایه‌نگاره پرندگان (در طراحی پرندگان) Shadow bird image
- محور پر (قلم (خامه) پر+ ساقه پر)Shaft
- قلم پا (زانو تا مچ) Shank
- درخشان Shining
- کوتاه‌بالان (زردچشمان مانند بازها) Shortwings
- شانه Shoulder
- ضد نور (حالت یا نگاره در عکاسی) Silhouette
- سایه‌نما، سایه‌رُخ Silhouette
- لاغر {برای جثه}، نازک {برای نوک} Slim
- نوک‌آویزه Snood
- بال‌اوج‌گیری Soar, Soaring
- آواز Song
- کفچه‌ای Spatulate (Spoon-shaped)
- گونه Species
- آیینه بالی {در مرغابی‌ها} Speculum
- ابروی دوپاره Split supercilium
- خالدار Spotted
- چینش خالدار {در روتنه} Spotting (on upperparts)
- دُم بازشده Spread tail
- مهمیز، سیخک (در پشت پا یا در بال) Spur
- دُم چهارگوش Square-tipped tail
- اُتراقگاه مهاجرتی Staging areas
- شیرجه (در شاهین‌ها) Stoop
- ایستگاه مهاجرتی Stopover
- چینش رگه‌ها Streaking
- رگه‌ها Streaks
- نوار طولی Stripe
- نیمه‌بالغ {در پرندگان دارای سن بلوغ چندین سال} Subadult
- کم‌مایه (در رنگ) Subdued
- نوار زیرِسبیل Submoustachial stripe
- زیرگونه Subspecies
- نوار زیرِپایانی Subterminal band
- کم‌مایه (بی‌جان) Subdued
- مهاجر (کوچنده) تابستانه Summer migrant
- پوشش (پروبال) تابستانه Summer plumage
- آفتاب‌گیری (حمام آفتاب) Sun-bathing (Sunning)
- آفتاب‌گیری (حمام آفتاب) Sunning
- نوار ابرو (یی) Supercilium
- قطره نوارابرو Supercilium drop
- لبهٔ (ستیغ) فراچشم Supraorbital ridges
- نواربالای چشم تا نوک Supraloral stripe
- شیرجه آرام به پایین Swooping down
- ماهیچه سوتک Syringal muscle
- سوتک Syrinx
- نشانه Tag
- نشانه‌گذاری Tagging
- دُم Tail
- نوار دُمی Tail band
- شکاف دُم Tail-dipping
- لبه دم Tail tip
- پنجه درپنجه انداختن Talon-grappling
- چنگال‌ها، پنجه Talons
- سیخک پا Tarsal spur
- قلم پا (تارسوس) Tarsus
- دوقلونامی (نام‌های علمی) Tautonym
- پوشپر (پوشپرها) Tectrix (Tectrices)
- نوار پایانی {در دُم یا بال} Terminal band
- قلمرو (گستره) Territory
- شاهپرسومی‌ها {در پرندگانی مانند اردک‌ها} Tertials
- ران Thigh
- پلک سوم Third eyelid
- گلو Throat
- ساق پا Tibia
- تیک‌دار (طرح پوشش) Ticking
- ته‌رنگ (سایه رنگ) Tinge
- تُکِ منقار (سرِ نوک) Tip of bill
- گیس‌پر Tippet
- انگشت پا Toe
- لبه کناری منقار Tomium (Tomia)
- سراسرپرده (پنجهٔ تمام‌پرده) Totipalmate
- نای Trachea
- لبه پسین بال Trailing edge of wing
- سه‌نامی Trionym
- شلوار یا شلوارک Trousers
- شلوار (پرهای بلند روی ساق و قلم پا در عقاب‌ها) و
- شلوارک (پرهای بلند روی ساق پا در سنقرها، سارگپه‌ها و بازها)
- دسته‌پرهای دم Tuft tail feathers
- کاکل‌پرها (پرهای کاکل مانند) Tufted feathers
- کاکل‌پرهای دمگاه Tufted rump feathers
- پرنده‌جو Twitcher
- نمادین (نمونه‌ای)Typic
- شکل نمادین، شکل نمونه‌وار Typical form
- نامعمول Uncommon
- زیرتنه، بخش‌های زیرین بدن Underparts
- زیرِدُم Undertail
- پوشپرهای زیرِدُم Undertail coverts
- زیرِبال (بخش زیرین بال) Underwing
- نیم نوک بالا، فرانوک Upper mandible
- روتنه، بخش‌های رویی بدن Upperparts
- رودُم، روی شاهپرهای دُم Uppertail
- پوشپرهای روی دُم Uppertail coverts
- روبال (بخش رویی بال) Upperwing
- سرگردان Vagrant
- پهنه پر Vane
- زیردُم Vent
- شکمی Ventral
- راه‌راه کرمیVermiculated
- موپَر Vibrissae
- آواسازی (دربرگیرنده صداها، آواها و آوازها)Vocalization (including calls & songs)
- آوای پرندگان Voice
- رنگ شُسته Washed
- آبتنی (حمام آب) Water bathing
- غبغبک (پوستِ رُخ) Wattle
- پرده انگشتان پا Web
- پای پرده دار {پرده پوستی کامل بین انگشتان} Webbed foot
- لکه سفید پای شاهپراولیها White patch at base of primaries
- لکه سفید شاهپراولی‌ها White primary flash
- نوار بالی Wing bar
- فرمولِ بالی Wing formula
- چینش خطدار بال (زیر بال) Wing lining
- سرِ بال Wing tip
- بال زدن Wingbeat
- گستردگی بال‌ها Wingspan
- پوشش (پروبال) زمستانه Winter plumage
- مهاجر (کوچنده) زمستانه Winter migrant
- مهاجر (کوچنده) زمستان‌گذران Wintering migrant
- پوشش کهنه Worn plumage
- مچ Wrist
- ویرگول مچی Wrist comma
- زردگرایی Xanthism (Xanthrochromism)
- خمیازه کشیدن Yawning
- جوان Young